# 亨利十九世 (羅伊斯-格賴茨)
亨利十九世（德語：Heinrich XIX.，1790年3月1日—1836年10月31日），羅伊斯-格賴茨親王，1817年至1836年在位。

## 家庭
1822年，亨利與羅什福爾親王查理·朱爾的孫女加斯帕琳（Gasparine）結婚，兩人共有兩個女兒：
1. 路易絲·卡羅琳（1822年—1875年），1842年與薩克森-阿爾滕堡的愛德華王子（英语：Prince Eduard of Saxe-Altenburg）結婚，有1子1女；1854年與羅伊斯-科斯特利茨的亨利四世結婚，有1子3女
2. 伊莉莎白（1824年—1861年），1844年與菲斯滕貝格的卡爾·埃貢結婚，有1子1女